# Geron africanus
Geron africanus är en tvåvingeart som beskrevs av Neal L. Evenhuis och Greathead 1999. Geron africanus ingår i släktet Geron och familjen svävflugor. Inga underarter finns listade i Catalogue of Life.